# Rafael Addiego Bruno
Rafael José Addiego Bruno (Salto, 23 de febrero de 1923 - Montevideo, 20 de febrero de 2014) fue un abogado, jurista y político uruguayo. Fue presidente interino de Uruguay desde el 12 de febrero hasta el 1 de marzo de 1985, siendo el quinto y último presidente de la dictadura cívico-militar.

## Biografía
Egresado de la Facultad de Derecho de la Universidad de la República con el título de Doctor en Derecho. Integró la Suprema Corte de Justicia entre 1984 y 1993, como culminación de una larga carrera judicial. 
Ingresó al Poder Judicial el 8 de agosto de 1950, desempeñándose en el cargo de Actuario en el Juzgado de Paz de la 3.º Sección Judicial de Montevideo. En 1951 trabajó como Actuario del Juzgado de Paz de la 23.ª Sección Judicial de Montevideo y en 1952 sirvió en el juzgado homólogo de la 1.º Sección Judicial hasta su designación como juez de paz de esa misma sede el 22 de mayo de 1953. El 22 de diciembre de 1954 pasó a desempeñarse como juez de paz de la 4.º Sección Judicial de Montevideo y el 26 de febrero de 1965 fue designado Juez Letrado Suplente.
Desde el 20 de mayo de 1965 se desempeñó como Juez Letrado de 1.º Instancia en lo Civil de 3.º Turno, hasta que el 25 de noviembre de 1974 se le ascendió a Ministro del Tribunal de Apelaciones en lo Civil de 2.º turno. El 20 de enero de 1984 fue investido como ministro de la Suprema Corte de Justicia, cargo en el que se desempeñó hasta su jubilación el 23 de febrero de 1993.
Fue profesor de derecho procesal en la Facultad de Derecho de la Universidad de la República entre 1954 y 1964. Integró diversas organizaciones civiles de índole cultural y político. Fue vicepresidente del Instituto de Estudios Cívicos, vinculado a la Unión Cívica.

### Presidencia interina
Se acordó entre las fuerzas políticas y los militares que como presidente de este órgano, asumiera el ejercicio del Poder Ejecutivo, lo cual hizo del 12 de febrero al 1 de marzo de 1985, entre la renuncia de Gregorio Álvarez y la asunción de Julio María Sanguinetti. Juró el cargo de acuerdo a las normas vigentes. De acuerdo a la Constitución de la República, en caso de vacancia de los cargos de presidente, vicepresidente, senadores y demás integrantes del Poder Legislativo, la presidencia de la república debe ser ocupada por el presidente de la Suprema Corte de Justicia. Esto se debió a un acuerdo político entre en Partido Colorado y las Fuerzas Armadas para que la banda presidencial no se transmitiera desde un presidente dictatorial Gregorio Álvarez y al presidente electo democráticamente, Julio María Sanguinetti. Finalmente quien le puso la banda presidencial a Sanguinetti, fue su vicepresidente, Enrique Tarigo.
Durante su breve mandato alcanzó a nombrar dos ministros y un secretario general de Presidencia.

### Actividad posterior
Tras el ejercicio de la Presidencia de la República, retornó a la Suprema Corte.
Durante su periodo en el cargo le correspondió fallar sobre uno de los temas más divisivos de la historia reciente en el Uruguay, la Ley de Caducidad; con su voto afirmó que la ley era constitucional.